# 米希加米鎮區 (密歇根州)
米希加米鎮區（英語：Michigamme Township）是位於美國密歇根州馬凱特縣的一個行政鎮區。

## 地方資料
米希加米鎮區的面積為367.88平方千米，當中陸地面積為345.14平方千米，而水域面積為22.74平方千米。根據2020年美國人口普查的數據，當地共有人口327人，而人口密度為每平方千米0.89人。